# Exército Nacional Pa-O
Exército Nacional Pa-O (birmanês:  ပအိုဝ်းအမျိုးသားတပ်မတော်) foi um grupo paramilitar Pa-O em Mianmar (Birmânia). Foi criado em 1949 e era o braço armado da Organização Nacional Pa-O, que tornou-se um partido político que atualmente possui assento no governo de Mianmar. O Exército Nacional Pa-O também mantém uma aliança informal com a Frente Democrática dos Estudantes de Toda a Birmânia e com o Exército Karenni, na tentativa de impedir a disseminação do uso de drogas e do narcotráfico em seu território.
O Exército Nacional Pa-O assinou um acordo de cessar-fogo com o então Conselho de Estado para a Paz e Desenvolvimento em 11 de abril de 1991 e fundiu-se com outros grupos paramilitares Pa-O em 9 de dezembro de 2009. Desde então, o Exército Nacional Pa-O foi dissolvido, e sua ala política, a Organização Nacional Pa-O, administra agora a Zona Autoadministrada Pa'O, que consiste de três municípios no sul do estado de Shan: os distritos de Hopong, Hsi Hseng e Pinlaung.